# Pisany
Pisany település Franciaországban, Charente-Maritime megyében. Lakosainak száma 775 fő (2022. január 1.). Pisany Corme-Royal, Luchat, Saint-Romain-de-Benet, Thézac és Varzay községekkel határos.

## Népesség
A település népességének változása:
| Lakosok száma | 401  | 395  | 386  | 445  | 677  | 729  | 738  | 761  | 777  | 775  |
|               | 1968 | 1982 | 1990 | 2006 | 2013 | 2015 | 2017 | 2019 | 2020 | 2022 |